# Ceremoșna, Verhovîna
Ceremoșna (în ucraineană Черемошна) este un sat în comuna Iablunîțea din raionul Verhovîna, regiunea Ivano-Frankivsk, Ucraina.

## Demografie
Componența lingvistică a localității Ceremoșna
     Ucraineană (100%)
Conform recensământului din 2001, toată populația localității Ceremoșna era vorbitoare de ucraineană (100%).